# Canestro di frutta (Canova)
Canestro di frutta è una scultura in marmo di Antonio Canova, realizzata tra il 1773 e il 1775, custodita presso il museo Correr a Venezia. Andato a lavorare sotto la guida del maestro Giuseppe Bernardi Torretti nel 1766, questa opera è considerata, probabilmente, la prima scultura eseguita da Canova senza l'intervento di altri artisti.